# Aramornis longurio
L'aramornite (Aramornis longurio) è un uccello estinto, appartenente ai gruiformi. Visse all'inizio del Miocene medio (circa 20 - 16 milioni di anni fa) e i suoi resti fossili sono stati ritrovati in Nordamerica.

## Descrizione
Di questo animale è noto solo un tarsometatarso incompleto, ed è quindi impossibile ricostruirne l'aspetto. Il tarsometatarso, in ogni caso, era molto simile a quello di un gruiforme attuale, l'aramo (Aramus guarauna). La parte inferiore del tarsometatarso, tuttavia, possedeva una superficie anteriore più arrotondata, e l'ala interna della troclea interna diveniva una struttura sottile; rispetto a quello dell'aramo, il tarsometatarso di Aramornis era più stretto in vista laterale.

## Classificazione
Aramornis longurio venne descritto per la prima volta da Alexander Wetmore nel 1926, sulla base di un tarsometatarso incompleto rinvenuto nella formazione Sheep Creek nella contea di Sioux in Nebraska, risalente all'inizio del Miocene medio. Wetmore riscontrò affinità con l'attuale aramo, tanto da considerare Aramornis un membro fossile della famiglia Aramidae; dello stesso avviso, pochi anni più tardi, fu Lambrecht nel suo trattato di paleornitologia. Successivi studi hanno riconsiderato le parentele di Aramornis, e il famoso Vertebrate Paleontology and Evolution di Robert L. Carroll (1988) lo cita come un rappresentante dei Gruidae.